# Pelecopsis flava
Pelecopsis flava là một loài nhện trong họ Linyphiidae.
Loài này thuộc chi Pelecopsis. Pelecopsis flava được Herman Theodor Holm miêu tả năm 1962.